# Самердејл (Алабама)
Самердејл (енгл. Summerdale) град је у америчкој савезној држави Алабама. По попису становништва из 2010. у њему је живело 862 становника.

## Демографија
Према попису становништва из 2010. у граду је живело 862 становника, што је 207 (31,6%) становника више него 2000. године.
| Група             | 2000.       | 2010.       |
| Белци             | 582 (88,9%) | 729 (84,6%) |
| Афроамериканци    | 32 (4,9%)   | 50 (5,8%)   |
| Азијати           | 1 (0,2%)    | 1 (0,1%)    |
| Хиспаноамериканци | 15 (2,3%)   | 44 (5,1%)   |
| Укупно            | 655         | 862         |